# Sociologia dei consumi
La sociologia dei consumi si sviluppa in Italia a partire dagli anni Sessanta con gli scritti di Francesco Alberoni e, in seguito, con gli studi di Giampaolo Fabris.

## Consumo e relazioni sociali
Essa si caratterizza per sottrarre l'agire di consumo dal dominio univoco delle scienze economiche e per proporre un'analisi del consumo come attività sociale più che economica. Questo significa che gli oggetti vengono acquistati e consumati non soltanto per la loro utilità materiale o per la loro convenienza economica, ma per il significato che assumono per chi li acquista e li consuma, e per l'uso che questi ne intende fare all'interno dei rapporti sociali per lui importanti. Gli oggetti vengono assimilati al linguaggio, nel senso di distinguere la loro utilità, il loro valore economico, ed il loro significato sociale, e su questo si sviluppa l'attenzione della sociologia dei consumi. 
Gli oggetti vengono inseriti nelle pratiche sociali come portatori di precisi significati, che vengono utilizzati per creare, sostenere o rendere efficaci le relazioni sociali che il soggetto ha o vuole attivare, come, ad esempio, nelle strategie legate al dono. Gli oggetti, con il loro significato, diventano parti dell'azione sociale del soggetto, cioè di quelle azioni che il soggetto compie sulla base delle aspettative di reazione degli altri, aspettative sostenute dalla sua conoscenza delle reti di relazione, ad esempio parentali, professionali ecc. Questo può spingere all'acquisto ed al consumo di oggetti in modo del tutto irrazionale dal punto di vista economico, ma razionalissimo dal punto di vista sociale. Ad esempio, può spingere ad acquistare oggetti con lo stesso contenuto di utilità ma a prezzi enormemente maggiorati per poi esibirne l'uso nei rapporti sociali, oppure assumere un atteggiamento di spreco, al fine di evidenziare o affermare l'importanza sociale e lo status economico a cui il soggetto appartiene.

## Cultura materiale
Questo esempio non è che uno dei diversi modi in cui il consumo può prendere strade economicamente irrazionali ma socialmente strategiche. La sociologia dei consumi individua una mappatura di questo genere di usi sociali degli oggetti che essa vede soprattutto come cultura materiale, cioè come insieme di significati socialmente condivisi ed attribuiti ad oggetti, la parte visibile della cultura di ogni gruppo.
Uno degli ambiti di studio preferiti dalla sociologia dei consumi è sempre stata la moda, come meccanismo sociale specifico e caratteristico del mondo dei consumi (Simmel). La moda per la sociologia dei consumi è un fenomeno generale della società, che non riguarda soltanto l'abbigliamento, come si intende nel linguaggio comune. Con questo termine la sociologia dei consumi indica quei fenomeni di tensione tra tendenza alla differenziazione e tendenza al conformismo che provocano il ciclico rinnovarsi degli oggetti, ma anche delle idee o delle parole, utilizzate da un gruppo sociale.

## La sociologia dei consumi in Italia
In Italia, la sociologia dei consumi si è sviluppata lungo due linee. Una che porta verso analisi di tipo macro-sociale, con forti tendenze verso l'antropologia, che studia come i significati legati agli oggetti e alle merci vengono utilizzati nelle relazioni sociali (esemplificativi di questo approccio sono le ricerche su cibo e sistemi alimentari). L'altra è invece più vicina al mondo della comunicazione, della pubblicità e del marketing e si occupa di comprendere come gli oggetti e i loro significati interagiscono tra loro nella creazione di sistemi di comunicazione tra gruppi e tra individui. Il denaro è un oggetto di studio condiviso dalla sociologia dei consumi e dalla sociologia economica. 
Tra i principali centri di studio ricordiamo: l'Università di Modena e Reggio Emilia, l'Università di Bologna, IULM di Milano, l'Università Cattolica di Milano, l'Università Statale di Milano, l'Università di Urbino, l'Università di Verona, l'Università di Bari.
| Controllo di autorità | GND (DE) 7704263-3 |